# Most kolejowy w Kaliszu
Most kolejowy w Kaliszu – most kolejowy na Prośnie w Kaliszu w ciągu linii kolejowej nr 14 łączącej Łódź Kaliską ze stacją Forst. Jego długość wynosi 125 metrów co sprawia, że jest najdłuższym mostem w Kaliszu. Od spodu, na każdym przęśle, znajdują się stalowe kratownice. Wzniesiony został w 1902, podczas budowy Kolei Warszawsko-Kaliskiej. Od tamtego momentu do I wojny światowej biegł nim jeden tor o szerokości 1524 mm. Później rozstaw szyn zmniejszono do standardowych 1435 mm i dobudowano drugi tor. Most był kilkukrotnie modernizowany lecz dziś znajduje się w bardzo złym stanie technicznym.